# Grünflügelpitpit
Der Grünflügelpitpit (Dacnis viguieri) ist eine Vogelart aus der Familie der Tangaren (Thraupidae), die in Kolumbien und Panama verbreitet ist. Der Bestand wird von der IUCN als nicht gefährdet (Least Concern) eingeschätzt. Die Art gilt als monotypisch.

## Merkmale
Der Grünflügelpitpit erreicht eine Körperlänge von etwa 9,5 bis 11,5 cm. Der kurze kegelförmige Schnabel ist schwarz. Die Iris ist gelb und die Beine sind grau. Der Kopf des Männchens wirkt grüner als der Rest des Körpers. Die dunkleren Zügel formen eine dünnere Linie um das Auge. Der Kopf ist grün, was an Brust, Bauch und Unterschwanzdecken ins Azurblaue übergeht. Der Rücken bis zum Bürzel ist grünlich blau und wird durch einen schwarzen dreieckigen Fleck im Bereich zwischen Nacken und Schulterfedern abgetrennt. Nach dem Bürzel geht die Färbung an den Oberschwanzdecken ins Blau über. Die inneren Flügeldecken und Schwungfedern sind hell olivgrün mit blauen Säumen und heben sich von den schwarzen Handdecken und äußeren Flügeldecken ab. Das Weibchen hat einen matt grünen Kopf, was vom Nacken bis zu den Oberschwanzdecken ins Olivgrün mit leichter bläulichen Tönung übergeht. Die Unterseite ist blasser gelblich olivfarben, wobei die Mitte des Bauchs blass gelbbraun ist. An den Unterschwanzdecken wird die Färbung gelb. Die Flügel sind vorwiegend matt olivfarbene mit dunkleren äußeren Handdecken, die grünlich gesäumt sind. Die Steuerfedern beider Geschlechtern wirken dunkel. Halbwüchsige Tiere ähneln den Weibchen.

## Lautäußerungen
Der Ruf des Grünflügelpitpits ist nicht beschrieben. Die Rufe sind vermutlich kurze, hohe Töne, ähnlich denen anderer Dacnis-Arten.

## Fortpflanzung
Die Brutbiologie des Grünflügelpitpits ist nicht erforscht. Es wird vermutet, dass das Nest wie z. B. beim Blaukopfpitpit ein tiefer Kelch ist und ein Gelege von zwei weißlichen bzw. grünlich weißen Eiern beinhaltet.

## Verhalten und Ernährung
Der Grünflügelpitpit besetzt die Baumkronen von feuchten Wäldern. Hier wurde er beobachtet, wie er Blüten an Mimosengewächsen der Gattung Enterolobium und Korallenbäumen zur Nahrungsaufnahme anflog. Wie andere Dacnis-Arten ist er vermutlich alleine, als Pärchen oder in gemischten Gruppen unterwegs.

## Verbreitung und Lebensraum

Verbreitungsgebiet des Grünflügelpitpits

Der primäre Lebensraum des Grünflügelpitpits sind feuchte Wälder und Waldränder mit Jahresniederschlag von ca. 1700 bis 2500 mm. Vermutlich ist er häufiger in bergigen Gebieten als an den Tiefländern der Küste unterwegs. Man findet ihn auch in tropischem Tiefland, wo er normalerweise in den Baumkronen nach Futter sucht. Selten soll er sich auch in trockenen Wäldern und im Gestrüpp bewegen. Diese Beobachtungen könnten aber auf Irrgäste oder saisonale Zugbewegung zurückzuführen sein. In Kolumbien kommt er an den karibischen Hängen des Golfs von Urabá vor. An den pazifischen Hängen kommt er im Tal des Río Juradó im Departamento del Chocó und im Tal des Río Salaquí vor. Am häufigsten ist er vermutlich in der Serranía de los Saltos. In Panama findet man ihn im Nationalpark Darién und den Vorgebirgen des Cerro Cana und des Cerro Pirre. Er bewegt sich in den Tiefebenen in Höhenlagen von 600 bis 700 Meter, bevorzugt aber Vorgebirge.

## Etymologie und Forschungsgeschichte
Die Erstbeschreibung des Grünflügelpitpits erfolgte 1883 durch Émile Oustalet unter dem wissenschaftlichen Namen Dacnis viguieri. Das Typusexemplars wurde 1877 dem Muséum national d’histoire naturelle von Antoine François Camille Viguier (1850–1930) vom Isthmus von Panama zugesandt. 1816 führte Georges Cuvier die neue Gattung Dacnis für die Pit-Pits von Georges-Louis Leclerc de Buffon ein. Dieses Wort leitet sich vom griechischen »daknis δακνις« für einen nicht identifizierten Vogel aus Ägypten ab, den Hesychios von Alexandria und Sextus Pompeius Festus erwähnten. Der Artname viguieri ist seinem Sammler gewidmet.